# Club Santos Laguna
Club Santos Laguna (också känd som Santos Laguna eller bara Santos), är en mexikansk professionell fotbollsklubb. De kommer från Comarca Lagunera, som består av Torreon, Gomez Palacio och Lerdo. Santos Laguna spelar i Primera División.
Klubben bildades 1982. Klubbens debut i Mexikos högsta divisionen skedde säsongen 1988/89. De har vunnit mästerskapet tre gånger. Först i Invierno 1996, Verano 2001 och de senaste Clausura 2008. De har också nått final säsongen 1993–1994 och Verano 2000.
En ny hemmaarena invigdes den 11 november 2009, då bland annat Ricky Martin var inbjuden artist samt Pelé gäst.